# Oslobođenje varaždinske vojarne 1991.
Oslobođenje varaždinske vojarne 1991. dio je Bitke za vojarne, serije borbi koja se odigrala diljem Hrvatske kao dio Domovinskog rata tijekom 1991., s najvažnijim sukobima tijekom rujna. Borba se vodila između hrvatskih postrojbi i Jugoslavenske narodne armije (JNA). Bitka se smatra bitnom hrvatskom pobjedom, jer su hrvatske snage zarobile vrijednu tešku opremu, koja im je bila bitna za ratna djelovanja.
Vojarna u Varaždinu tada je uz Zagreb, najveća vojarna jugoslavenske vojske u Hrvatskoj. Hrvatska vojska je tada osvojila sedamdesetak tenkova T-55, osamdesetak oklopnjaka, velik broj protutenkovskih i samohodnih topova te minobacača i velike količine streljiva.
General-major Vlado Trifunović i njegov 32. korpus JNA bio je prisiljen na predaju. Prije predaje deset su dana iz okruženih vojarni pucali po zgradama Opće bolnice i trafostanicama. Došlo je do razaranja velikog broja objekata i pogibija. Pritajeni jugoslavenko-srpski snajperisti pucali su po slučajnim prolaznicima, gađali su minobacačima Gradsku vijećnicu na Korzu i druge civilne objekte.
Nakon desetodnevnih vojnih akcija i pregovora 22. rujna 1991. godine iz Varaždina su autobusima napustili pripadnici Jugoslavenske narodne armije. 
Zarobljeno oružje je prema procjenama tadašnjeg zapovjednika obrane Varaždina pukovnika Ivana Rukljića vrijedilo između 700 milijuna i milijardu dolara. Tada je hitno otpremljeno većinom na bojišnice u Vukovar i južno ratište. Varaždinska pobjeda bila je značajan impuls braniteljima u Hrvatskoj. Pomogla je preokrenuti tijek Domovinskog rata i odredila njegovu daljnju budućnost. Pametnom strategijom i ispravnom taktikom hrvatske su oružane snage znatno ojačale oružjem, vojnom oprememom i oruđem iz varaždinskog oklopnog vojnog korpusa JNA. 
U Beogradu je 1994.-'95 general-major Vlado Trifunović osuđen za izdaju. Njemu je prebacivano zašto nije srušio branu, da potopi cijeli Varaždin, čime bi podavio i vlastite vojnike, kao i građane Varaždina. Trifunovića je 1997., nakon snažnog pritiska demokratske javnosti abolirao tadašnji predsjednik SR Jugoslavije Zoran Lilić.